# چاندمانی (خوفد)
شهرستان چاندمانی (به زبان مغولی: Чандмань сум، [Čandman' sum]؛ ᠴᠢᠨᠳᠠᠮᠠᠨᠢ ᠰᠤᠮᠤ، [čindamani sumu]) یک شهرستان (سُوم) در مغولستان است که در استان خوفد واقع شده‌است. چاندمانی ۶٬۰۱۶ کیلومتر مربع مساحت دارد.

## تقسیمات اداری
شهرستان چاندمانی متشکل از ۶ قصبه (باغ) می‌باشد، شامل:
- اُوردغول (مغولی: Урд гол баг، [Urd gol bag]؛ ᠤᠷᠳᠤ ᠭᠣᠤᠯ ᠪᠠᠭ، [urdu ɣoul baɣ])
- بایان‌خایرخان (مغولی: Баян хайрхан баг، [Bajan xajrxan bag]؛ ᠪᠠᠶ᠋ᠠᠨ ᠬᠠᠶᠢᠷᠬᠠᠨ  ᠪᠠᠭ، [bayan qayirqan baɣ])
- تاخیلت (مغولی: Тахилт баг، [Taxilt bag]؛ ᠲᠠᠬᠢᠯᠲᠤ ᠪᠠᠭ، [taqiltu baɣ])
- تالین‌بلاغ (مغولی: Талын булаг баг، [Talyn bulag bag]؛ ᠲᠠᠯ᠎ᠠ ᠢᠢᠨ ᠪᠤᠯᠠᠭ ᠪᠠᠭ، [tal-a-yin bulaɣ baɣ])
- جارغالانت (مغولی: Жаргалант баг، [Žargalant bag]؛ ᠵᠢᠷᠭᠠᠯᠠᠩᠲᠤ ᠪᠠᠭ، [jirɣalaŋtu baɣ])
- سولجه (مغولی: Сүлжээ баг، [Sülžee bag]؛ ᠰᠦᠯᠵᠢᠶ᠎ᠡ ᠪᠠᠭ، [süljiy-e baɣ])